# Kompostmyra
Kompostmyra (Hypoponera punctatissima) är en myrart som först beskrevs av Julius Roger 1859.  Kompostmyra ingår i släktet Hypoponera och familjen myror. Arten är reproducerande i Sverige.

## Underarter
Arten delas in i följande underarter:
- H. p. indifferens
- H. p. jugata
- H. p. punctatissima

## Bildgalleri

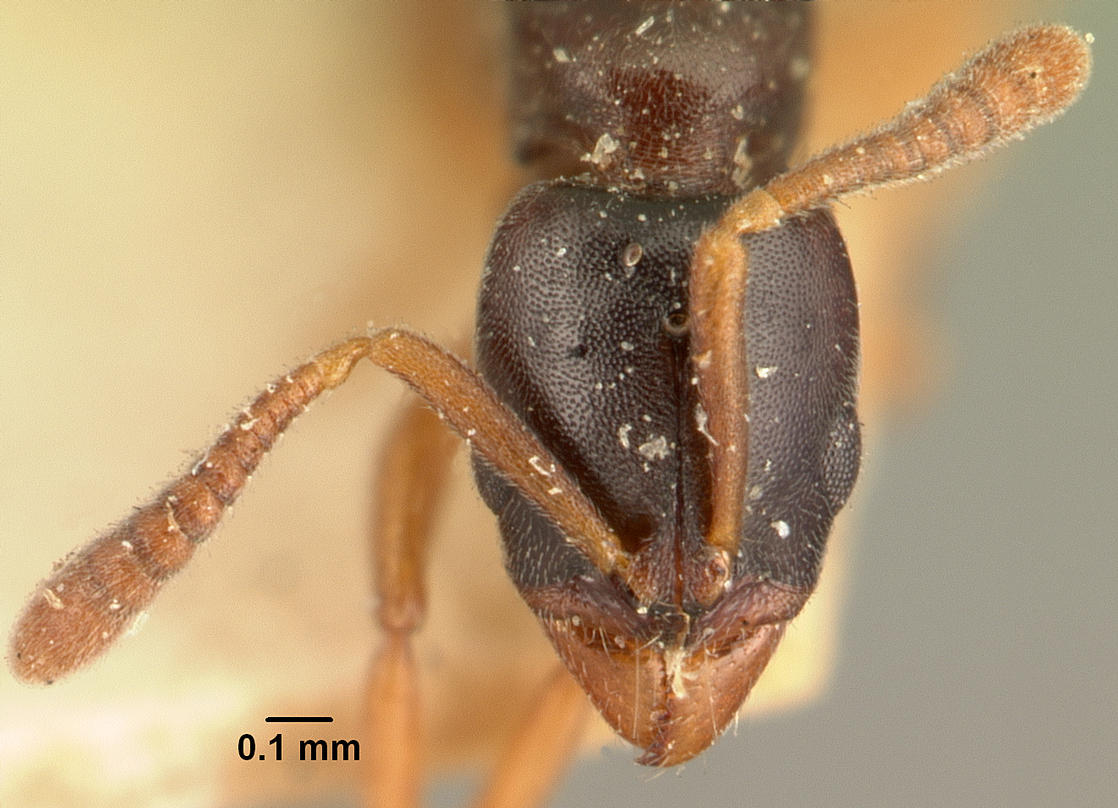